# Копальня Такоб
Копальня Такоб – гірничодобувний майданчик на півночі Таджикистану, у південній частині Гісарського хребта (сточище річки Варзоб, що має устя поблизу столиці Таджикистану Душанбе).
Наприкінці XIX століття в районі Такобу знаходились штольні, де вели видобуток свинцевої руди для правителя Бухари. В 1933-му на родовищі працювала геологорозвідувальна партія, що оцінила його запаси по свинцевій руді як незначні, натомість охарактеризувала його як великий флюоритовий (плавіко-шпатовий) об’єкт. Під час Радянсько-германської війни в Таджикистані активізувались роботи із залучення в роботу різноманітних родовищ – є відомості, що серед них був і Такоб.
Невдовзі значення родовищ флюориту істотно зросло, що пов’язане з радянською ядерною програмою – флюорит як джерело флуоридної кислоти є матеріалом, що цікавить промисловість переробки урану. Розробку вели підземним способом. Організаційно її провадив Такобський плавікошпатовий комбінат, що в подальшому став Такобським гірничо-збагачувальним комбінатом. Зростання економічної активності призвело в 1950-му до присвоєння поселенню Такоб статусу селища міського типу. 
З плином часу запаси кондиційних руд родовища Центральний Такоб були вичерпані і його законсервували, після чого потужності комбінату могли використовуватись для роботи з сировиною походженням з Монголії та Китаю.
На тлі краху планової економіки Такобський ГЗК потрапив у скрутне становище та зупинився. У середині 2000-х його хотіли використати для відновлення роботи рудника Майхура, проте наразі ці плани не здійснились. 
Ще станом на 2015 рік підприємство рахувалось у простої, втім, вже у 2016-му його ввели в дію для забезпечення сировиною нового хімічного заводу в Яванському районі, що був споруджений компанією ТАЛКО (опікується Таджицьким алюмінієвим комбінатом). Роботи провадить дочірня структура «ТАЛКО Флюорит». Потужність копальні наразі становить 30 тисяч тонн руди на рік, при цьому запаси руди на момент повторного запуску оцінювались у 0,62 млн тонн. Товарною продукцією є флотаційний флюоритовий концентрат 97% – 98%.